# Språkkänsla
Språkkänsla är en intuitiv känsla för vad som är riktig och tilltalande språklig form. Eftersom vår inlärning av modersmålet i stort sett sker omedvetet lär vi oss också att behärska dess grammatiska system, även om vi alls inte kan redogöra för de ”regler” som vi faktiskt följer.
Olika människor har olika stark språkkänsla, och naturligtvis är språkkänslans innehåll beroende av det språk (dialekt i vid mening), som man bygger den på.
En svenskspråkig ”känner” att det heter ”John skadade sig i handen”; en engelskspråkig ”känner” att det heter ”John hurt his hand”. Båda följer omedvetet mycket komplicerade regler. Språkkänslan för ett främmande språk eller en främmande dialekt måste de flesta bygga upp med både systematiska studier och flitig användning av språket. De flesta människor har osäkrare känsla för andra språk än ett väl förankrat modersmål.

## Språkkänslan föränderlig över tiden
Språkkänslan reagerar på avvikande uttal och satsmelodi. Vi hör direkt om någon bryter, även om han eller hon behärskar ordföljden och valet av ord perfekt. Den språkvetenskapligt intresserade kan identifiera problemet och beskriva det i grammatiska termer. Det avgörande i det här sammanhanget är att alla med svenska som modersmål, oavsett språklig bildning, reagerar.
Det är känt att barn föds med förmågan att urskilja i princip alla sorters språkljud, inte bara de som finns i språket som talas runt omkring dem. Så småningom lär sig barn ord, böjningsformer och sätt att bygga fraser. Ett barn lär sig uppskattningsvis omkring tio ord om dagen från ett till sex års ålder och förstår cirka  20 000 ord vid skolstarten. Även om de grammatiska mönstren etableras redan i sexårsåldern växer sedan ordförrådet under hela skoltiden och även under hela livet, i takt med att nya ord för nya företeelser dyker upp i språket.
Grammatiska mönster kallas koordination och handlar om vilken typ av ord, fraser och meningar som kan samordnas i språket. Genom att pröva olika typer av samordningar kan man fastställa att koordination går bra så länge de så kallade konjunkterna är lika, antingen av samma ordklass eller av samma frastyp. Man känner detta som ett mönster, eller en regel, för koordination. 
Språkkänsla är inte något statiskt. Det är knappast så att vi som barn bygger upp en språkkänsla, som sedan förblir intakt livet ut oberoende av vad vi upplever. Språkkänslan finjusteras hela tiden, allteftersom vi använder språket. Om språket inte används, till exempel vid en flerårig utlandsvistelse, märker man efter hand att språkkänslan blir avtrubbad. Det blir mindre självklart vilka ord som hör ihop och vilka böjningsformer som känns rätt etc. Ordförrådet utökas vanligen också under hela livet och ibland händer det att språkkänslan reagerar när nya ord börjar användas, till exempel vid tillkomst av lånord från andra språk.